# 최영환 (교수)
최영환(1960년 ~ )은 대한민국의 연극 연출가이자 공연예술 교육자이다. 현재 동국대학교 영상대학원 공연예술학과 교수로 재직 중이며, 연기 및 연출 교육과 창작 활동을 병행하고 있다. 고전 번안극과 지역사회 참여형 연극을 중심으로 활동해 왔으며, 대표 연출작으로는 《갈매기》, 《벚꽃동산》, 《욕망이라는 이름의 전차》, 《눈먼자들(리어왕 번안극)》 등이 있다.

## 학력
최영환은 동국대학교 연극영화과에서 학사 및 석사 학위를 취득한 뒤, 미국 웨스턴 일리노이 주립대학교에서 연출 실기 석사(M.F.A in Directing)를 수료하였다. 미국 유학 시절 지역 기반 연극 문화를 경험한 이후, 연극의 대중성과 공동체성과 관련된 접근을 연구 및 실천해 왔다.

## 연구 및 교육
최 교수는 동국대학교에서 기초연기, 공연제작실기, 연출법 연구, 연출양식 세미나, MFA 프로젝트 등을 강의하며, 『기초연기훈련을 위한 즉흥연기』 등의 교재를 집필하였다. 주요 연구로는 「기초연기 교육과정에서 발성 이전 단계의 호흡훈련 방법 연구」가 있으며, 이는 연기 훈련에서 호흡 교육의 중요성을 다룬 것이다.

## 극단
최영환 교수는 2018년도에 창단된 “예술공동체 길(GiL)”의 대표다. 극단 예술공동체 길(GiL)은 어느 한 예술 장르에 국한되지 않고 다양한 예술 분야의 전문가들이 모인 공동체의 성격을 지닌다. 극단 예술공동체 길은 “프로는 아마추어리즘을, 아마추어는 프로페셔널리즘을지향하는 극단"이라는 기본적인 예술적 가치관을 지닌다. 이 극단은 인생의 진선미(眞善美), 즉 삶의 참모습, 선함, 그리고 아름다움을 연극예술을 통해 끊임없이 탐구하고, 다양한 실험을 통해서 생기는 창작의 ‘즐거움(pleasure)’을 배우와 관객이 함께 나누고 것을 추구한다. 
이 극단의 특징은 예술적이고 심미적인 완성도를 추구하는 직업극단이지만, 전문연극인이 되고자 하는 비전문연극인들에게도 열린 극단으로써, 일정 기간동안 교육과정을 거쳐 전문연극인으로 입문할 수 있는 플랫폼의 역할을 하는데 있다. 한편, 순수한 아마추어로서 연극예술을 체험해보는 것 자체만을 즐기고 싶어하는 배우들에게도 개방된 극단이기도 하다.
2017년에 창립한 (사)한국생활연극협회 부이사장으로써 2023년까지 아마추어 생활연극배우들의 연기지도, 연출, 세미나 발제 등 다양한 노력을 했다. 특히 2019년부터 5년간 ”대한민국생활연극제“ 집행위원장으로서 생활연극 저변 확대했다. 현재도 생활연극배우들을 틈틈이 연기지도를 하고 있다. 

## 연출 활동
최영환은 원작 텍스트 분석을 기반으로 한 배우 중심의 연출 스타일을 지향하며, 고전극의 현대적 해석을 통해 사회적 메시지를 전달하는 작업을 지속해 왔다.
2024년에는 체호프 서거 120주년을 기념하여 《갈매기》를 이해랑예술극장에서 오마주 형식으로 연출하였다. 이 공연은 체호프의 대사 구조와 여백의 의미를 무대화하려는 시도로 평가받았다. 같은 해 연출한 《벚꽃동산》에서는 광주 시립극단과 협업하여 한국적 정서와 시대 인식을 결합한 무대를 구성하였다.
그는 또한 지역 주민이 직접 참여하는 연극 《우리 동네 김포》를 연출하며, 미국 작가 쏜튼 와일더의 《우리 읍내(Our Town)》를 한국의 1970년대 김포 지역 정서로 번안하였다.
2025년에는 셰익스피어의 《리어왕》을 한국적 정서와 전통 연희 양식으로 재해석한 《눈먼자들》을 연출하였다. 이 작품은 삼척문화예술회관에서 초연되었고, 이후 동국대학교 이해랑예술극장에서 공연되었다. 판소리, 전통 악기, 창, 구음 등을 활용한 무대는 고전과 전통 요소의 결합으로 주목을 받았다.
작품은 권력 상실보다 ‘마음의 상실’이라는 주제를 중심에 두었으며, 인간 존재에 대한 성찰적 질문을 무대화하였다. 텍스트와 무대미학을 통해 하이데거의 존재론, 플라톤의 인식론, 동양 철학의 직관 사유와 연결되는 해석이 시도되었다. 시각적 디자인은 폐허와 고층 구조의 대비를 통해 현대 도시 문명 속 인간 존재의 고립을 상징적으로 표현하였다.

## 주요 작품
《갈매기》
《벚꽃동산》
《욕망이라는 이름의 전차》
《리어왕》 (번안작 《눈먼자들》)
《뮤지컬 파우스트》
《뮤지컬 죽은 시인의 사회》
《뮤지컬 이순신》
《뮤지컬 천년의 정원》
발레 《메시아》, 《시편교향곡》, 《영혼의 송가》 등

## 저서
《기초연기훈련을 위한 즉흥연기》

## 참고 기사
- 김건표, “광주에서 피어나는 최영환 연출 <벚꽃동산>”, 《매일신문》, 2023년 4월 19일. [원문보기](https://www.imaeil.com/page/view/2023041909302874219)
- “최영환 연출 ‘갈매기’, 동국대학교 이해랑 예술극장에서 공연”, 《문학뉴스》. [링크](https://www.munhaknews.com/news/articleView.html?idxno=75365)
- “연극 <눈먼자들>, 셰익스피어 리어왕의 한국적 재탄생”, 《문화뉴스》, 2025. [링크](https://www.mhns.co.kr/news/articleView.html?idxno=582596)
- “일반인에게 연극 창작 기회 제공”, 《조선일보》, 2017. [링크](https://www.chosun.com/site/data/html_dir/2017/07/25/2017072500200.html)
- “연출가 최영환, 우리동네 김포 인터뷰”, 《경인일보》. [링크](https://www.kyeongin.com/article/950508)
- “뮤지컬과 연극이 만나다… ‘파다프’ 참여”, 《이데일리》. [링크](https://www.edaily.co.kr/news/read?newsid=01246406606117456)